# José Magriñá
José Antonio Magriñá Rodeiro (* 14. Dezember 1917 auf Kuba; † 2. August 1988) war ein kubanischer Fußballspieler.

## Karriere

### Vereine
Magriñá kam in den Spieljahren 1934 und 1935 für Iberia Havanna in der Campeonato Nacional de Fútbol de Cuba, der höchsten Spielklasse im kubanischen Fußball, zu Punktspielen. Für den Ligakonkurrenten CD Centro Gallego kam er in den Spieljahren 1937 und 1938 in Meisterschaftsspielen zum Einsatz; am Ende seiner zweiten Spielzeit gewann er mit der Mannschaft die Meisterschaft.

### Nationalmannschaft
Nachdem die Nationalmannschaft Kubas in der Qualifikation für die Weltmeisterschaft 1934 in Italien in der Gruppe 11, für Nord- und Mittelamerika an der Nationalmannschaft Mexikos  in der Runde 2 gescheitert war, ereilte Magriñá und seine Mannschaft das Glück – ohne ein Qualifikationsspiel bestritten zu haben – das erste Mal bei einer Weltmeisterschaft vertreten zu sein. Die US-amerikanische Nationalmannschaft, Mitbewerber in Gruppe A, verzichtete auf eine Spielaustragung gegen Kuba, sowie alle vier Nationalmannschaften, die in Gruppe B gesetzt waren. Zum Aufgebot für die WM-Endrunde gehörend, kam Magriñá in zwei Turnierspielen zum Einsatz. Im Achtelfinale, das mit 3:3 unentschieden gegen die Nationalmannschaft Rumäniens endete und im Wiederholungsspiel, das durch sein Tor zum 2:1 in der 55. Minute gewonnen wurde. Die 0:8-Niederlage gegen die Nationalmannschaft Schwedens blieb ihm erspart.

## Erfolge
- Teilnehmer an der Weltmeisterschaft 1938
- Kubanischer Meister 1938